# Palais Monplaisir
Le palais Monplaisir (en russe : Монплезир), situé à Peterhof, Saint-Pétersbourg, Russie, est un monument architectural du début du XVIIIe siècle, construit le long du Golfe de Finlande.

## Histoire
Le palais est construit sur ordre personnel de Pierre Ier le Grand, de 1714 à 1723, par les architectes Andreas Schlüter, Johann Friedrich Braunstein, Jean-Baptiste Alexandre Le Blond, Nicola Michetti. L'empereur a choisi personnellement l'emplacement du nouveau palais, sa disposition et donné les instructions pour que tous les détails correspondent à ses conceptions. Il s'agissait pour l'empereur de réaliser un logement confortable et pratique pour une personne éclairée de son temps. De ce point de vue, l'architecture et la décoration de Monplaisir peuvent être considérées comme un modèle d'architecture et d'art décoratif du début du XVIIIe siècle.
Des collections rassemblées par Pierre le Grand sont présentées à Monplaisir : des tableaux de peintres européens, de la porcelaine chinoise, de la faïence hollandaise, de la verrerie russe, et des ustensiles de cuisine de la première moitié du début du XVIIIe siècle. La réalisation des carreaux de faïence, des panneaux laqués sur le modèle chinois, des tissus, des lambris en chêne, des parquets, des marbres est considérée comme un sommet de l'art décoratif du XVIIIe siècle. Le peintre français Philippe Pilman a réalisé de nombreuses peintures pour ce palais. On y conserve aussi des effets personnels de l'empereur et des cadeaux diplomatiques.

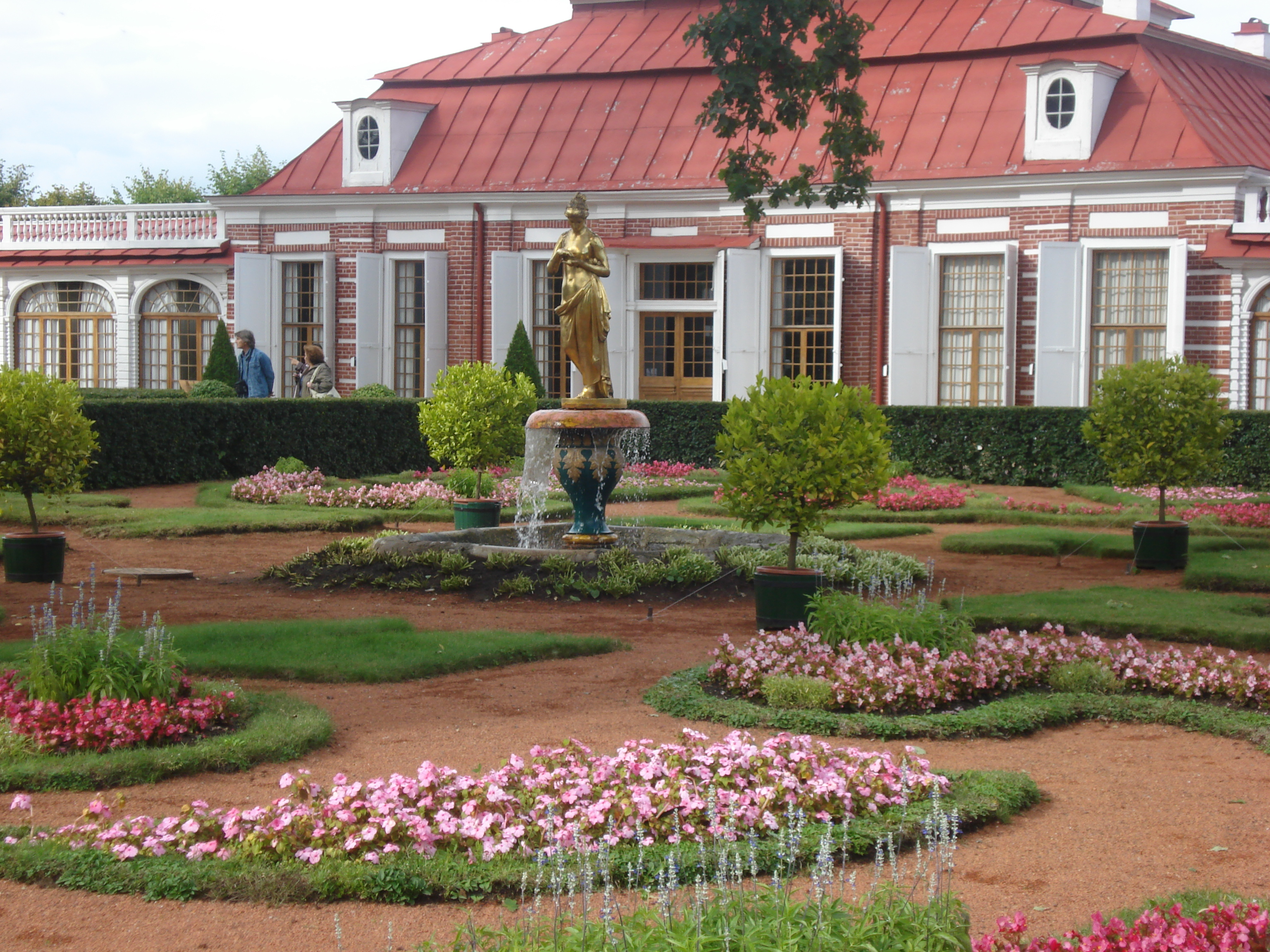
Palais Monplaisir

Beaucoup d'évènements significatifs et de personnalités de l'histoire russe ont eu des liens avec ce palais. Pierre le Grand visitait très souvent Monplaisir, des congrès s'y tenaient, des cérémonies officielles, des réunions de l'empereur avec des hôtes étrangers s'y organisaient. La dernière fois que Pierre le Grand s'y rendit c'est en octobre 1724, quelques mois avant sa mort en janvier 1725. En 1725, l'impératrice Catherine I y organise une cérémonie officielle pour les premiers membres de l' Académie des sciences. Le palais a été utilisé à de nombreuses reprises jusqu'à l'époque de l'impératrice Catherine II, qui y organisait aussi des dîners pour un cercle étroit de proches.
Dans la jardin en face du palais, sont disposées deux fontaines au milieu des parterres de fleurs. La plus grande partie du jardin à la française s'étend au sud à l'arrière du bâti.